# На пола пута (удружење)
На пола пута је прва организација у Србији која је формирала заједницу становања уз подршку за особе са интелектуалним тешкоћама које потичу из сопствених породица.
Канцеларија се налази у улици Вука Караџића 2б, сервис за рану интервенцију у улици Жарка Зрењанина 52/11 и радни центар у улици Николе Тесле 5 у Панчеву.

## Историјат
Почетком 2006. група родитеља и стручњака је основала удружење које се бави развојем и обезбеђивањем нових облика подршке породицама и особама са интелектуалним тешкоћама, аутизмом и другим первазивним поремећајима. Циљ је обезбеђивање услова у заједници за што квалитетнији живот особа са интелектуалним тешкоћама и њихове породице. Удружење је добило име по пројекту из кога је настало „На пола пута”.
Године 2007. удружење је постало прва организација у Србији која је формирала заједницу становања уз подршку за особе са интелектуалним тешкоћама које потичу из сопствених породица. Данас постоје три кућне заједнице, а услуга становања уз подршку уврштена је у редовне услуге социјалне заштите града Панчева. До данас је удружење помогло у осамостаљивању и социјалном укључивању преко шездесет особа са первазивним развојним поремећајима, унапредило је квалитет њиховог живота и кроз своје деловање у заједници је утицало да ове особе буду препознате и прихваћене равноправно са свим осталим људима.
Године 2015. је Удружење основало Сервис за рану интервенцију за децу са сметњама у развоју у оквиру којег пружа третмане реедукације психомоторике, третмане у сензорној соби, логопедске третмане, третмане неурофидбек апаратом и друго.

## Тим Удружења
Законски заступници Удружења су Зорка Попадић и Марина Куриљ.
Удружење броји преко педесет чланова који чине стручњаци различитих профила (дефектолози, педагози, социјални радници, психолози, професори музике и други), сарадници, волонтери, млади са интелектуалним тешкоћама, родитељи и чланови породица.
Удружење има Надзорни и Управни одбор, извршног директора, координаторе услуга социјалне заштите, дефектологе, асистенте, неговатељице, радионичаре, волонтере и студенте на пракси.

## Награде
Године 2011. Удружење је добило награду ЕРСТЕ фондације за један од најбољих иновативних пројеката у југоисточној Европи.
Лиценцирани је пружалац услуге „Становање уз подршку” и „Помоћ у кући за ОСИТ” и члан је Европске асоцијације пружалаца услуга за особе са инвалидитетом ЕАСПД.

## Пројекти
Удружење своје активности и услуге обезбеђује путем пројеката од различитих домаћих и иностраних донатора, путем Јавних набавки за услугу становање уз подршку, преко партиципације родитеља, од сопствених прихода, чланарине и индивидуалних и корпоративних донација.
Пројекти удружења „На пола пута”:
- 2025. — „Буди и ти млади активиста 2”
- 2025. — „Наша права, наш кадар”
- 2024. ― „Општина Житиште – пружање услуге Помоћ у кући за децу, младе и одрасле са инвалидитетом”
- 2024. ― „Јавни рад за особе са инвалидитетом 2024”
- 2024. ― „Становање уз подршку за особе са инвалидитетом у Панчеву”
- 2024. ― „ОдрЖИВОсТ у заједници за ОСИ”
- 2024. ― „Научи, покрени се и забави”
- 2024. ― „Е–инклузија: Освајање дигиталног света”
- 2023. ― „Размисли пре него што кликнеш 2”
- 2023. ― „Инклузијом осликавамо заједницу”
- 2023. ― „Животне и радне вештине”
- 2023. ― „Јавни рад за особе са инвалидитетом 2023”
- 2023. ― „Општина Житиште – пружање услуге помоћ у кући за децу и младе са инвалидитетом”
- 2023. ― Intercultural learning for all
- 2023. ― „Услуга Становање уз подршку за особе са инвалидитетом у Панчеву”
- 2022. ― „Подршка програмима удружења особа са инвалидитетом и тешким хроничним обољењима за 2022. годину”
- 2022. ― „И ја сам ту”
- 2022. ― „Размисли пре него што кликнеш”
- 2022. ― „Дигитална инклузија”
- 2022. ― „Пут до самосталности”
- 2022. ― „Нацртај, рецитуј, баку и деку обрадуј!”
- 2022. ― „Помириши природу”
- 2022. ―„ Помоћ у кући за децу и младе са инвалидитетом у Житишту”
- 2022. ― „Инклузија је свима важна”
- 2022. ― „Природа је и наша ствар”
- 2022. ― „Јавни рад за особе са инвалидитетом 2022”
- 2022. ― „Буди и ти млади активиста”
- 2022. ― „Могу то и ја”
- 2022. ― „Подршка деци и младима са интелектуалним тешкоћама”
- 2021. ― „Здрави и у покрету”
- 2021. ― „Подршка програмима удружења особа са инвалидитетом и тешким хроничним обољењима за 2021. годину”
- 2021. ― „Награда Ј=ДНАКИ 2021 у иновативном/инклузивном програму”
- 2021. ― „Помоћ у кући за децу и младе са инвалидитетом”
- 2021. ― „Компетенцијама до квалитета живота”
- 2021. ― „Чувари новогодишњих жеља”
- 2021. ― „Креативни кутак”
- 2021. ― „Сами кројимо своју будућност”
- 2020. ― „Покрени круг даривања”
- 2020. ― „Подршка програмима удружења особа са инвалидитетом и тешким хроничним обољењима за 2020. годину”
- 2020. ― „Безбедност сваког детета је једнако важна”
- 2020. ― „Подршка Солидарног фонда Ерсте фондације”
- 2020. ― „Наш одговор на Ковид 19”
- 2020. ― „Помоћ у кући за децу са сметњама у развоју у Општини Житиште”
- 2020. ― „Јавни рад за особе са инвалидитетом 2020”
- 2020. ― „Млади са интелектуалним тешкоћама у свету интернета”
- 2020. ― „Учествуј, промени!”
- 2019. ― „Саветодавно – терапијске активности за децу са сметњама у развоју и њихове породице”
- 2019. ― „Саветник за запошљавање уз подршку ОСИ”
- 2019. ― „Не искључуј ме”
- 2019. ― „Становање уз подршку у циљу превенције институционализације ОСИТ”
- 2019. ―„ Буди и ти Деда Мраз”
- 2019. ― GreeNet-ERASMUS
- 2019. ― „Подршка програмима удружења особа са инвалидитетом и тешким хроничним обољењима за 2019. годину”
- 2019. ― „Нови живот старих ствари уз троточкаш мали”
- 2019. ― „Наставак пружања услуге Помоћ у кући за децу и младе са инвалидитетом”
- 2019. ― „Развиј(а)мо потенцијале”
- 2018. ― „Младост ми је све – Не искључуј ме!”
- 2018. ― „Кроз радно–окупационе активности до потпуне интеграције ОСИТ”
- 2018. ― „Пружање услуге помоћ у кући за особе са интелектуалним тешкоћама и аутизмом”
- 2017. ― „Самозаступање – Хајде да пробамо то!”
- 2017. ― „Френдовање – Нови изазови”
- 2017. ― „Помоћ у кући за децу, младе и одрасле ОСИТ”
- 2017. ― „Активан почетак”
- 2016. ― „Имам и ја своје место”
- 2016. ― „Помоћ у кући за ОСИТ”
- 2016. ― „Опремање мултифункционалног простора за активности за особе са интелектуалним тешкоћама”
- 2016. ― „Књига отисака”
- 2016. ― „Мала кућна заједница – Становање уз подршку као превенција институционализације”
- 2016. ― „Самозаступници за основна права особа са интелектуалним тешкоћама у Србији”
- 2015. ― „Точак се окреће”
- 2015. ― „Опремање Радног центра”
- 2015. ― „Развој и унапређење услуге Помоћ у кући за особе са инвалидитетом”
- 2015. ― „Успостављање услуга терапијских активности за децу и младе са аутизмом и сродним стањима”
- 2015. ― „Мала кућна заједница”
- 2015. ― „Нова школа или часови у десет димензија”
- 2015. ― „Хајде да се френдујемо”
- 2015. ― „Ка европским вредностима – особе са инвалидитетом као равноправни грађани”
- 2015. ― „Самозаступање – Покажи да знаш – покажи како!”
- 2015. ― „Сервис за рану интервенцију”
- 2014. ― „Чувари шарених нити”
- 2014. ― „Буди део нас”
- 2014. ― „Знам да могу да радим”
- 2014. ― „Живот је леп”
- 2014. ― „Избор и контрола–право да живимо независно”
- 2014. — „Унапређење услуге становање уз подршку”
- 2014. — „Успешни фандрејзинг – Набавка машине за израду картонских кутија”
- 2014. — „Локална иницијатива – Помоћ у кући за децу и младе са инвалидитетом”
- 2014. ― „Ја бих то овако”
- 2014. — „Помоћ у кући за особе са интелектуалним тешкоћама”